# 益西卓嘎
益西卓嘎（藏語：ཡེ་ཤེས་སྒྲོལ་དཀར，威利转写：ye shes sgrol dkar，1974年—），西藏乃东人，藏族，中华人民共和国政治人物、第十二届全国人民代表大会西藏地区代表。
毕业于西藏自治区山南地区第一中学专业。加入中国共产党。2013年，担任全国人大代表。